# Adelio Cogliati
Adelio Cogliati (Milano, 10 luglio 1948 – Milano, 29 dicembre 2018) è stato un paroliere e produttore discografico italiano.

## Biografia
Ha acquisito la fama per avere collaborato alla realizzazione dei testi di numerosi brani musicali di musica leggera tra la fine del XX e l'inizio del XXI secolo. Fra i titoli più noti: Regalami un sorriso, Quando nasce un amore, Innamorato e la maggior parte dei brani interpretati e scritti insieme a Eros Ramazzotti, quali Una storia importante, Amarti è l'immenso per me, Cose della vita e L'aurora. Nel 1975 ha partecipato allo Zecchino d'Oro con due brani: L'angioletto in blue jeans (testo e musica) e Riaccattattà.
Per due volte un brano da lui composto ha vinto il Festival di Sanremo: si tratta di Adesso tu, presentato da Ramazzotti nel 1986, e Come saprei di Giorgia, proposto nel 1995.
A partire dalla fine degli anni novanta ha partecipato ad alcune trasmissioni televisive, in cui è stata denotata la sua predisposizione alla vena poetico-letteraria moderna, ed ha composto i testi di alcune opere liriche, attività che raggiunse il massimo apprezzamento quando compose alcune trame per Luciano Pavarotti.
In alcune occasioni i testi dei suoi brani sono stati firmati con lo pseudonimo "Dedo Cogliati" come nel caso di Nel cuore lei di Andrea Bocelli del 1999.
Nel 1996 per Gianni Togni ha scritto il testo di Cari amori miei, vincitrice del Disco d' Oro per le vendite.
Muore a Milano il 29 dicembre 2018, all'età di 70 anni a seguito di un infarto.

## Le principali canzoni scritte da Adelio Cogliati
| Anno | Titolo                     | Autori del testo                              | Autori della musica                                   | Interpreti                               |
| ---- | -------------------------- | --------------------------------------------- | ----------------------------------------------------- | ---------------------------------------- |
| 1974 | Momenti sì momenti no      | Adelio Cogliati e Claudio Daiano              | Guido Maria Ferilli                                   | Caterina Caselli                         |
| 1974 | Ricordi e poi ...          | Adelio Cogliati e Claudio Daiano              | Guido Maria Ferilli                                   | Caterina Caselli                         |
| 1974 | Noi lontani, noi vicini    | Adelio Cogliati                               | Roberto Giuliani                                      | Caterina Caselli                         |
| 1974 | Prima non sapevo           | Adelio Cogliati e Claudio Daiano              | Guido Maria Ferilli                                   | Caterina Caselli                         |
| 1974 | Piano per non svegliarti   | Adelio Cogliati                               | Tony Hazzard                                          | Caterina Caselli                         |
| 1975 | L’angioletto in blue jeans | Adelio Cogliati                               | Adelio Cogliati                                       | Annamaria Cardone e Pasquale Lorusso     |
| 1975 | Riaccattattà               | Adelio Cogliati                               | Claudio Cavallaro                                     | Paola Delle Femmine ed Annalisa Travelli |
| 1979 | Di più                     | Adelio Cogliati e Amedeo Minghi               | Amedeo Minghi                                         | Amedeo Minghi                            |
| 1979 | Camminando e cantando      | Adelio Cogliati                               | Amedeo Minghi                                         | Marcella Bella                           |
| 1979 | Era un sogno               | Adelio Cogliati                               | Amedeo Minghi                                         | Marcella Bella                           |
| 1979 | Il presidente dell'U.B.I.  | Adelio Cogliati e Maria Perego                | Toto Cutugno                                          | Topo Gigio                               |
| 1980 | Sicuramente tu             | Adelio Cogliati e Amedeo Minghi               | Amedeo Minghi                                         | Amedeo Minghi                            |
| 1981 | Attimi di malinconia       | Adelio Cogliati                               | Beppe Cantarelli                                      | Iva Zanicchi                             |
| 1981 | Come poesia, come musica   | Adelio Cogliati                               | Roby Facini, Rosario Brancati                         | Iva Zanicchi                             |
| 1983 | Scatole cinesi             | Adelio Cogliati                               | Alessio Colombini                                     | Alessio Colombini                        |
| 1984 | Regalami un sorriso        | Adelio Cogliati, Drupi e Franco Fasano        | Adelio Cogliati e Franco Fasano                       | Drupi                                    |
| 1985 | Una storia importante      | Adelio Cogliati, Eros Ramazzotti              | Piero Cassano, Eros Ramazzotti                        | Eros Ramazzotti                          |
| 1986 | Adesso tu                  | Adelio Cogliati, Eros Ramazzotti              | Piero Cassano, Eros Ramazzotti                        | Eros Ramazzotti                          |
| 1986 | Se io non ti avessi amato  | Adelio Cogliati                               | Piero Cassano                                         | Loretta Goggi                            |
| 1986 | Leggera confusione         | Adelio Cogliati                               | Franco Fasano                                         | Loretta Goggi                            |
| 1986 | È tutto un attimo          | Adelio Cogliati, Franco Ciani e Mario Lavezzi | Umberto Smaila                                        | Anna Oxa                                 |
| 1986 | L'ultima città             | Adelio Cogliati, Franco Ciani                 | Piero Fabrizi                                         | Anna Oxa                                 |
| 1987 | E non si finisce mai       | Adelio Cogliati                               | Piero Cassano                                         | Dori Ghezzi                              |
| 1987 | Vanità                     | Adelio Cogliati                               | Piero Cassano                                         | Dori Ghezzi                              |
| 1987 | Cercarti                   | Adelio Cogliati                               | Piero Cassano                                         | Dori Ghezzi                              |
| 1987 | Velluti e carte vetrate    | Adelio Cogliati                               | Piero Cassano                                         | Dori Ghezzi                              |
| 1988 | Quando nasce un amore      | Adelio Cogliati, Franco Ciani                 | Piero Cassano                                         | Anna Oxa                                 |
| 1988 | Pensami per te             | Adelio Cogliati, Franco Ciani                 | Piero Cassano                                         | Anna Oxa                                 |
| 1988 | Oltre la montagna          | Adelio Cogliati, Franco Ciani                 | Piero Cassano                                         | Anna Oxa                                 |
| 1988 | L'uomo che gioca           | Adelio Cogliati, Franco Ciani                 | Piero Cassano, Massimiliano Pani                      | Anna Oxa                                 |
| 1989 | Chi voglio sei tu          | Adelio Cogliati                               | Piero Cassano                                         | Ricchi e Poveri                          |
| 1990 | Amarti è l'immenso per me  | Adelio Cogliati, Eros Ramazzotti              | Piero Cassano, Eros Ramazzotti                        | Eros Ramazzotti                          |
| 1990 | Se bastasse una canzone    | Adelio Cogliati, Eros Ramazzotti              | Piero Cassano, Eros Ramazzotti                        | Eros Ramazzotti                          |
| 1990 | Lui no                     | Adelio Cogliati                               | Franco Fasano                                         | Raffaella Carrà                          |
| 1993 | Cose della vita            | Adelio Cogliati, Eros Ramazzotti              | Piero Cassano, Eros Ramazzotti                        | Eros Ramazzotti                          |
| 1993 | Un'altra te                | Adelio Cogliati, Eros Ramazzotti              | Piero Cassano, Eros Ramazzotti                        | Eros Ramazzotti                          |
| 1995 | Come saprei                | Adelio Cogliati, Eros Ramazzotti              | Eros Ramazzotti, Vladimiro Tosetto                    | Giorgia                                  |
| 1996 | Stella gemella             | Adelio Cogliati, Eros Ramazzotti              | Mario Lavezzi, Eros Ramazzotti, Vladimiro Tosetto     | Eros Ramazzotti                          |
| 1996 | Più bella cosa             | Adelio Cogliati, Eros Ramazzotti              | Claudio Guidetti, Eros Ramazzotti                     | Eros Ramazzotti                          |
| 1996 | L'aurora                   | Adelio Cogliati, Eros Ramazzotti              | Eros Ramazzotti                                       | Eros Ramazzotti                          |
| 1998 | Back 2 u                   | Adelio Cogliati, Zucchero Fornaciari          | Zucchero, Adelio Cogliati, Giovanni Fare, Luigi Tonet | Zucchero                                 |
| 1999 | Nel cuore lei              | Adelio Cogliati, Eros Ramazzotti              | Bruno Zambrini                                        | Andrea Bocelli & Eros Ramazzotti         |
| 2000 | Fuoco nel fuoco            | Adelio Cogliati, Eros Ramazzotti              | Claudio Guidetti, Eros Ramazzotti                     | Eros Ramazzotti                          |
| 2000 | Più che puoi               | Adelio Cogliati, Eros Ramazzotti e Cher       | Antonio Galbiati, Eros Ramazzotti                     | Eros Ramazzotti & Cher                   |
| 2003 | Un'emozione per sempre     | Adelio Cogliati, Eros Ramazzotti              | Claudio Guidetti, Eros Ramazzotti e Maurizio Fabrizio | Eros Ramazzotti                          |
| 2005 | Sta passando novembre      | Adelio Cogliati, Eros Ramazzotti              | Claudio Guidetti, Eros Ramazzotti e Maurizio Fabrizio | Eros Ramazzotti                          |
| 2009 | Parla con me               | Adelio Cogliati, Eros Ramazzotti              | Claudio Guidetti, Eros Ramazzotti                     | Eros Ramazzotti                          |
| 2009 | Il cammino                 | Adelio Cogliati, Eros Ramazzotti              | Claudio Guidetti, Eros Ramazzotti                     | Eros Ramazzotti                          |
| 2009 | Appunti e note             | Adelio Cogliati, Eros Ramazzotti              | Claudio Guidetti, Eros Ramazzotti                     | Eros Ramazzotti                          |
| 2011 | Inevitabile                | Adelio Cogliati, Eros Ramazzotti              | Eros Ramazzotti, Luca Chiaravalli                     | Giorgia & Eros Ramazzotti                |